# Warndreieck

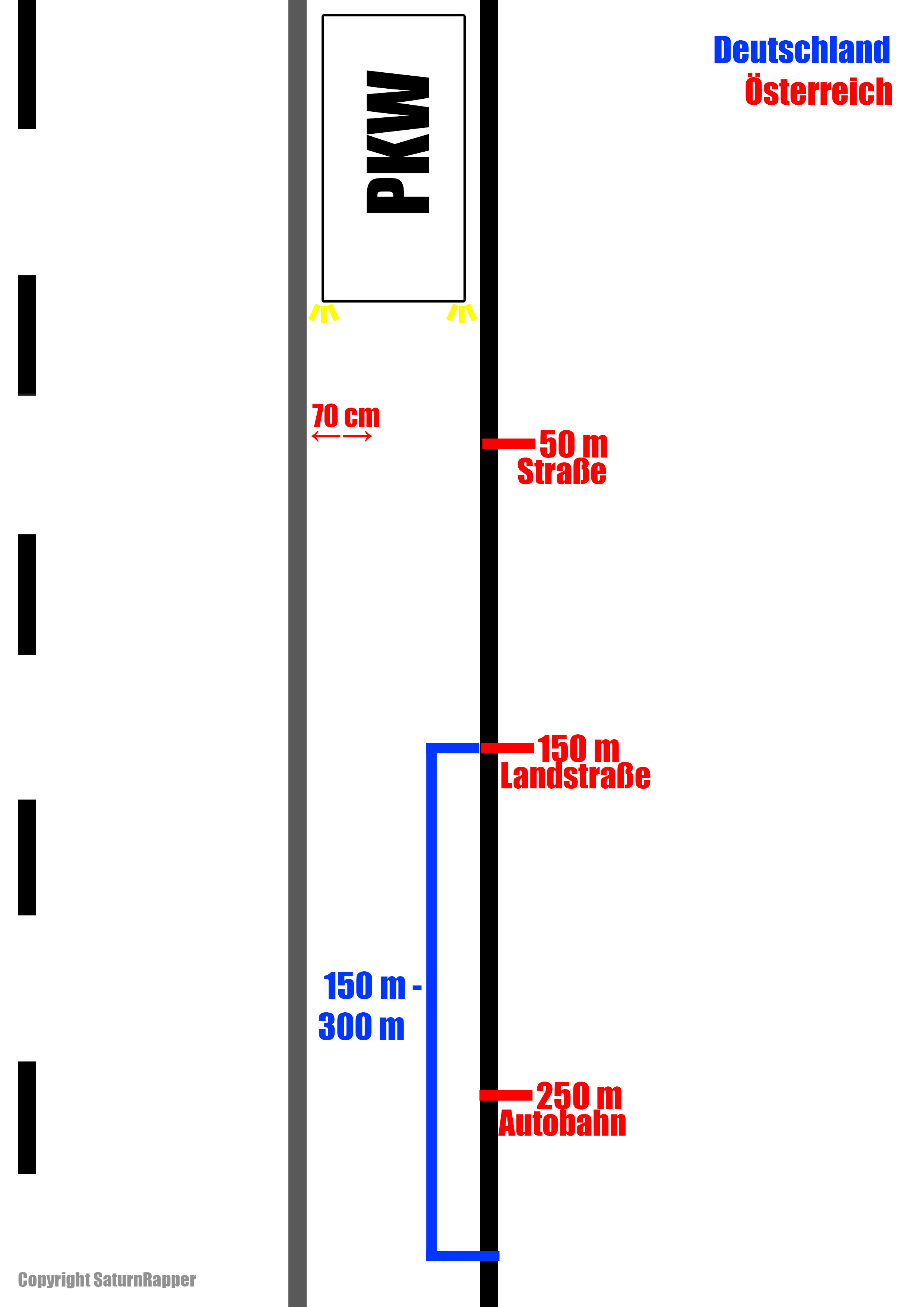
Abstände für das Warndreieck für Österreich und Deutschland

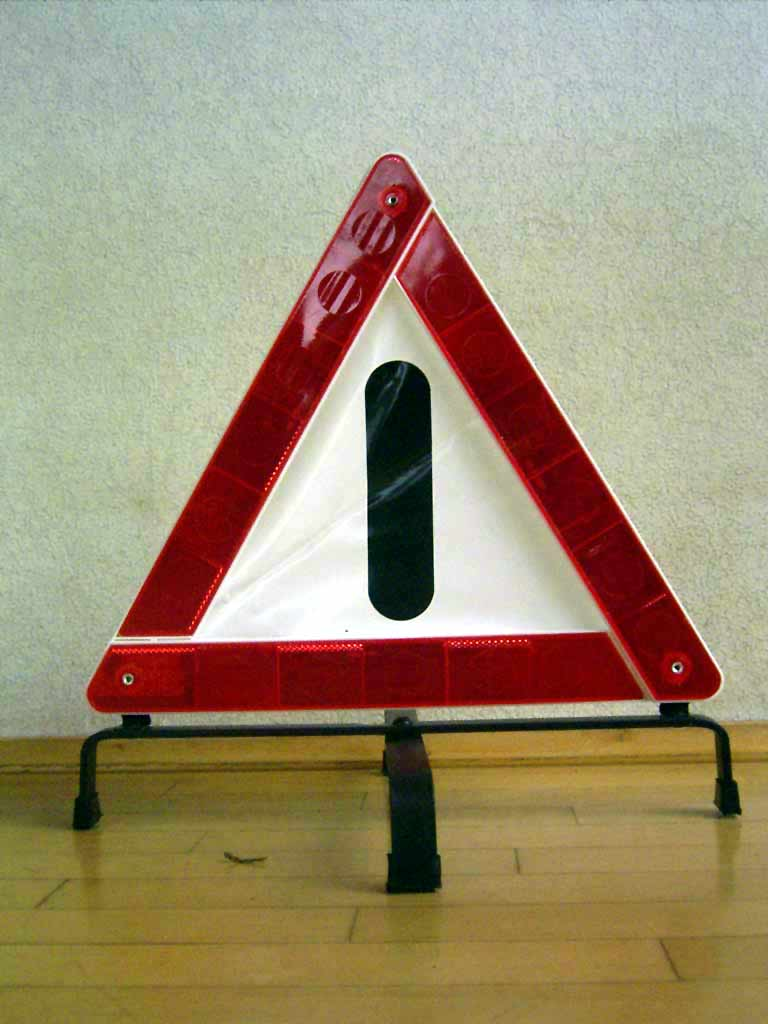
Warndreieck. Deutsche Variante.

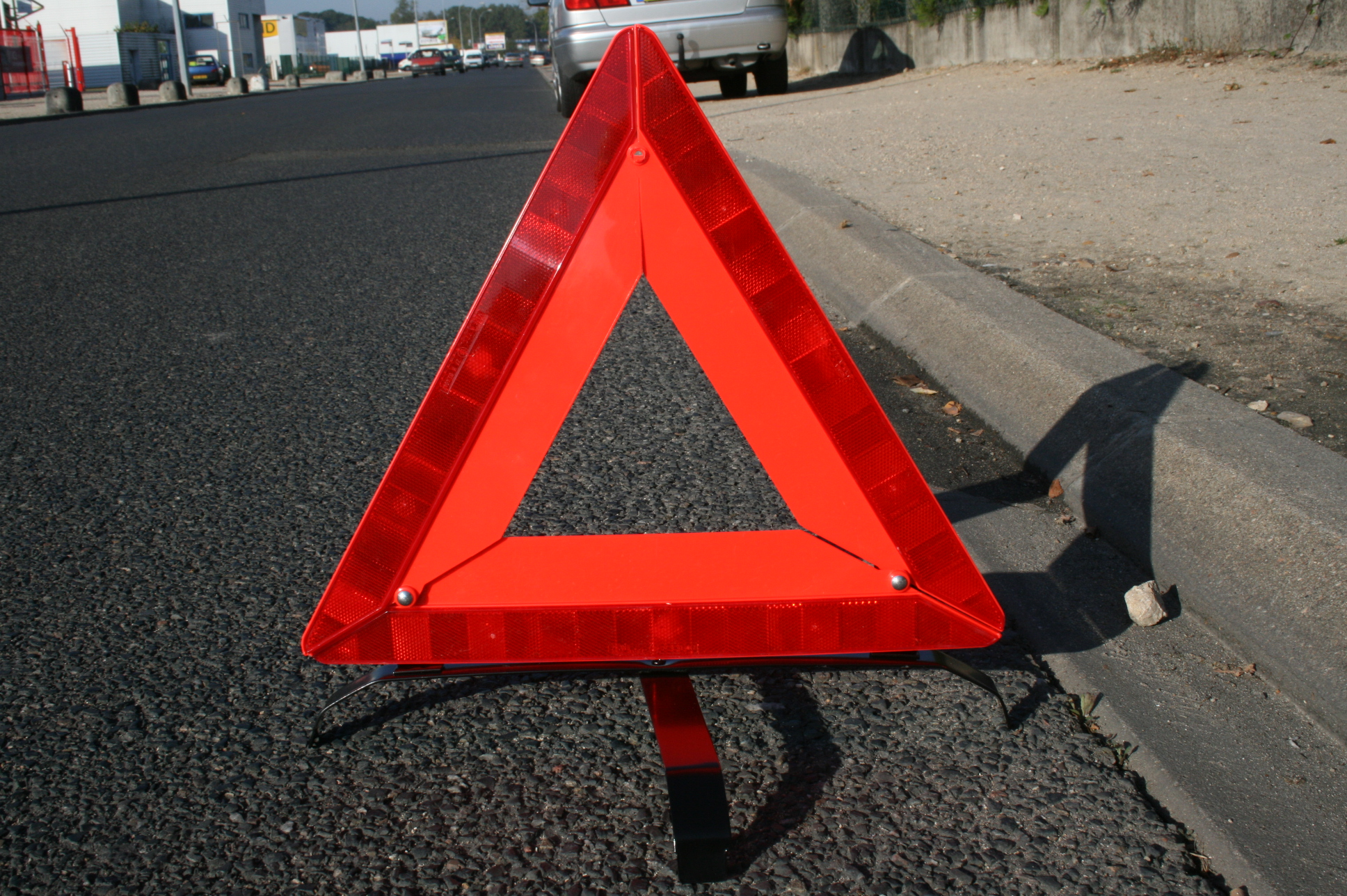
Warndreieck. Euro-Variante.

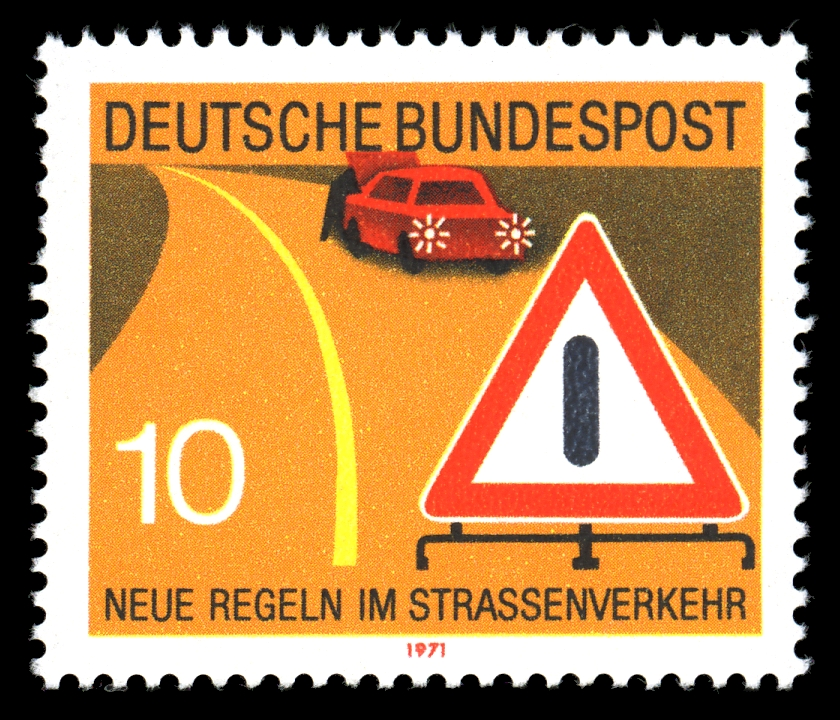
Briefmarke von 1971 aus der Reihe Neue Regeln im Straßenverkehr.

Das Warndreieck (Deutschland), Pannendreieck (Österreich, Schweiz) oder das Pannensignal (Schweiz) gehört neben der Warnleuchte und der Warnblinkanlage zu den Einrichtungen an und in einem Kraftfahrzeug, die zur Absicherung von Unfall- oder Pannenstellen verwendet werden. Die gesetzlichen Regelungen der einzelnen Staaten sehen zum Teil eine Pflicht zum Mitführen einer solchen Einrichtung in Kraftfahrzeugen vor (in Deutschland ein Warndreieck nach § 53a StVZO, in der Schweiz ein Pannensignal nach Art. 23 VRV).
Das Warndreieck besteht aus drei rot rückstrahlenden Balken ähnlich einem Katzenauge und einem standsicheren Fuß.
Außer dieser Form, wie sie im Straßenverkehr vorgeschrieben ist, gibt es noch sogenannte Faltsignale oder Faltdreiecke, die von verschiedenen Behörden und Organisationen mit Sicherheitsaufgaben, aber auch anderen an der Straße arbeitenden Unternehmen wie etwa Gaswerk oder Elektrizitätswerk bei kurzen Verkehrsbehinderungen eingesetzt werden. Faltsignale haben meist auch noch zusätzliche Aufschriften.

## Rechtliches

### Deutschland
In Deutschland müssen alle mehrspurigen Kraftfahrzeuge seit der Novellierung der StVZO vom 8. Mai 1968 mit einem Warndreieck ausgestattet sein (§ 53a Abs. 2 StVZO). Die zuvor vorgeschriebenen zwei Warnfackeln (zum Beispiel Dieselfackeln) durften nur noch bis zum 1. Juli 1969 benutzt werden.
Nach § 15 StVO muss ein liegengebliebenes Fahrzeug mit einem Warndreieck in ausreichender Entfernung gesichert werden, wobei das Gesetz bei schnellem Verkehr wie auf Autobahnen einen Mindestabstand von 100 m vorschreibt. Diese Pflicht gilt nicht nur für den Fahrer des Pannenfahrzeugs, sondern auch für etwaige Pannenhelfer, die an der Unfallstelle halten. Wird das Fahrzeug von der Unfallstelle entfernt, muss das Warndreieck zuvor wieder aufgesammelt werden, es darf nicht einfach auf der Straße stehengelassen werden. Ein Warndreieck muss ausnahmsweise dann nicht aufgestellt werden, wenn dies aufgrund der konkreten Umstände nicht gefahrlos möglich oder untunlich wäre (z. B. wegen vorrangiger Versorgung von Schwerverletzten), ferner dann nicht, wenn das Fahrzeug auch ohne Warndreieck rechtzeitig als stehendes Hindernis erkannt werden kann (etwa auf gerader Strecke bei ausreichenden Sichtbedingungen).
Das unterlassene Aufstellen eines Warndreiecks erfüllt einen Bußgeldtatbestand und kann im Falle eines Auffahrunfalls eine Mithaftung des Fahrers des Pannenfahrzeugs begründen.

### Österreich
Wer in Österreich ein mehrspuriges Kraftfahrzeug lenkt, muss – neben einer Warnweste – „eine geeignete Warneinrichtung“ im Fahrzeug mitführen (§ 102 Abs. 10 KFG 1967). Das Pannendreieck muss dann verwendet werden, wenn ein Fahrzeug im Freiland entweder bei Sichtbehinderung oder an einer unübersichtlichen Straßenstelle so zum Stillstand kommt, dass es für andere Straßenbenutzer ein Hindernis bildet.
Es gibt keinen vorgeschriebenen Aufstellabstand des Pannendreiecks zum Fahrzeug. Laut ÖAMTC genügt es, wenn ab Erkennen des Dreiecks genügend Zeit und Abstand zum Ausweichen oder Anhalten verbleibt.

### Großbritannien
Wenn vorhanden, soll ein Warndreieck mindestens 45 m vor der Gefahrenstelle aufgestellt werden. Vom Aufstellen des Dreiecks auf Autobahnen (den motorways) dagegen wird dringend abgeraten.